# لادمخ (مقاطعة فومن)
لادمخ (بالفارسية: لادمخ) هي قرية تقع في غيلان في إيران. يقدر عدد سكانها بـ 222 نسمة بحسب إحصاء 2016.